# 蘇聯硬幣
蘇聯硬幣是指苏联成立後，由苏联国家银行自1923年成立至1991年8月底蘇聯解體前所發行的硬幣，而本條目也涵蓋了俄羅斯蘇維埃聯邦社會主義共和國（1921—1923年）時期發行的硬幣。
而在蘇聯成立後的時間內，由於進行了一系列經濟改革，硬幣的外觀、面額組成以及鑄造材質也發生了數次變化。
蘇聯流通的硬幣面額為1/2戈比（1920年代）、1、2、3、5、10、15、20戈比，以及50戈比和1盧布（1920年代及1961年起），5盧布和10盧布（1991年）。自1960年代起，還發行了各種面額的紀念幣。

## 1921—1923年盧布（蘇維埃俄國）
1921年3月，財政人民委員部決定開始發行銀幣。當年共鑄造了10、15、20、50戈比和1盧布的銀幣。
而這些硬幣的正面圖案皆採用相同設計：俄羅斯蘇維埃聯邦社會主義共和國國徽，周圍環繞著「全世界無產者，聯合起來！」的標語。
而10、15和20戈比的背面圖案相同：面額標識和日期位於花環內，上方是一個被光芒環繞的小星星。
50戈比和1盧布的背面圖案也相似：一個被花環環繞的五角星，面額包含俄文和阿拉伯數字，而日期位於花環內，上方是一個被光芒環繞的小星星。
10、15和20戈比於1921—1923年間使用5成純銀鑄造，而50戈比和1盧布則於1921—1922年間使用9成純銀鑄造。
50戈比和1盧布的幣邊刻有銘文，分別為："чистого серебра 2 золотника 10,5 долей (П. Л)"和"чистого серебра 4 золотника 21 доля (П. Л) 或 (А. Г)"，標示其貨幣所包含的白銀重量，但是是以俄國傳統重量單位標記，其後則是以彼得格勒鑄幣廠首席鑄幣師彼得·拉特謝夫和阿圖爾·哈特曼的姓名首字母標記。
銀幣於1924年流通；而它們的規格完全與最後一批沙皇時期的硬幣相同。
1922年11月，蘇俄開始決定鑄造金幣，並於1923年鑄造了含金量為9成純金的金幣（10盧布）。
金幣的正面描繪了播種的農民，並標有面額（один червонец，一切尔文金幣）和日期；背面圖案則與銀幣相同，金幣的幣邊刻有銘文："чистого золота 1 золотник 78,24 доли (П.Л)"。
| 圖片 | 面額               | 材質  | 鑄造起始年份 |
| ---- | ------------------ | ----- | ------------ |
|      | 10戈比             | 5成銀 | 1921年       |
|      | 15戈比             | 5成銀 | 1921年       |
|      | 20戈比             | 5成銀 | 1921年       |
|      | 50戈比             | 9成銀 | 1921年       |
|      | 1盧布              | 9成銀 | 1921年       |
|      | 1切爾文 （10盧布） | 9成金 | 1923年       |

## 1924—1931年盧布
1922年，蘇聯成立後，其貨幣系統依舊沿用蘇俄及帝國時代的貨幣，直到1924年，蘇聯開始發行新造的銀幣和銅幣。
半戈比面值的銅幣於1925年至1928年間鑄造。1戈比和2戈比面值的銅幣於1924年至1925年間鑄造。
3戈比和5戈比面值的銅幣僅於1924年鑄造。銅幣的外觀設計與銀質輔幣的類型相同。
10、15和20戈比面值的錢幣於1924年至1931年間使用5成純銀鑄造。
而半盧布（於1924年至1927年間鑄造）和盧布（僅於1924年鑄造）的正面設計都相同：為蘇聯國徽及面值標示（「一個半盧布」(Один Полтинник)和「一盧布」(Один рубль)），周圍環繞著「全世界無產者，聯合起來！」的格言。
盧布背面是工人擁抱農民並指向初升太陽的圖像；半盧布背面則是鐵匠的圖像。半盧布和盧布都使用9成純銀鑄造。
而半盧布除了列寧格勒鑄幣廠製造的之外，還有委託英國倫敦造幣廠鑄造的英國版半盧布，其在幣邊鐫刻有"Чистого серебра 9 грамм (2 з. 10,5 д.) Т. Р."的字樣。最後兩個字母「Т. Р.」或「Ф. Р.」是負責管控鑄造品質的員工Thomas·Ross的姓名縮寫。列寧格勒造幣廠半盧布的幣邊鐫刻有相同的文字，但結尾依舊跟蘇俄硬幣一樣是「П.Л」（彼得·拉提謝夫）的字母。盧布的幣邊鐫刻有"Чистого серебра 18 грамм (4 з. 21 д.) П. Л."。
| 圖片 | 面額            | 材質  | 鑄造起始年份 |
| ---- | --------------- | ----- | ------------ |
|      | 半戈比          | 铜    | 1925年       |
|      | 1戈比           | 铜    | 1924年       |
|      | 2戈比           | 铜    | 1924年       |
|      | 3戈比           | 铜    | 1924年       |
|      | 5戈比           | 铜    | 1924年       |
|      | 10戈比          | 銀    | 1924年       |
|      | 15戈比          | 銀    | 1924年       |
|      | 20戈比          | 5成銀 | 1924年       |
|      | 半盧布 (50戈比) | 9成銀 | 1924年       |
|      | 1盧布           | 9成銀 | 1924年       |

## 1926—1935年盧布
蘇聯成立之初，因新貨幣的鑄幣消耗了許多工業所需的銅，因此政府決定先停止發行銅幣。
自1926年起，造幣廠開始以鋁青銅鑄造1、2、3及5戈比的硬幣，其外觀與舊銅幣相同，但尺寸和重量較小（面額相當於重量克數）。僅有在1928年前發行的半戈比硬幣才繼續以銅鑄造。
1931年，蘇聯為節省貴金屬，放棄生產銀幣，並開始以銅鎳合金鑄造10、15及20戈比的硬幣。這些硬幣的正面設計與銀幣大致相同，背面則出現了工人手持錘子，倚靠著標示面額的盾牌的圖像，以及國家全名（非先前縮寫的"СССР"，而是全稱的"Союз Советских Социалистических Республик"）。
而50戈比和1盧布則決定完全停止鑄造。
| 圖片 | 面額   | 材質 | 鑄造起始年份 |
| ---- | ------ | ---- | ------------ |
|      | 1戈比  | 青铜 | 1926年       |
|      | 2戈比  | 青铜 | 1926年       |
|      | 3戈比  | 青铜 | 1926年       |
|      | 5戈比  | 青铜 | 1926年       |
|      | 10戈比 | 白铜 | 1931年       |
|      | 15戈比 | 白铜 | 1931年       |
|      | 20戈比 | 白铜 | 1931年       |

## 1935—1957年盧布
1935年，蘇聯鑄幣的樣式再次改變。前一批鑄幣的細節眾多，加上材質品質不佳，導致磨損迅速，因此新設計將細節數量減至最少。其正面取消了「全世界無產者聯合起來！」的圓形銘文，國徽變得更大，下方出現"СССР"字樣。銅幣的背面圖案保持不變，銅鎳幣的則有所改變：在一個帶有圓角方形中，飾以麥穗和橡樹枝，標示著面額，下方是年份。
白铜和青铜所製造的硬幣，則繼續以與先前相同的面額鑄造。
隨著加盟共和國數量的變化，蘇聯國徽上環繞麥穗的絲帶圈數也隨之改變：1935年至1936年為7圈，1937年至1946年為11圈，1948年至1956年為16圈，1957年起為15圈。1947年的鑄幣未流通，因為蘇聯國徽上的絲帶圈數為16圈，而非15圈。幾乎所有這些鑄幣都送去回爐重鑄，僅少數全套組件和單枚樣品得以保存。
| 圖片 | 面額   | 材質 | 鑄造起始年份 |
| ---- | ------ | ---- | ------------ |
|      | 1戈比  | 青铜 | 1935年       |
|      | 2戈比  | 青铜 | 1935年       |
|      | 3戈比  | 青铜 | 1935年       |
|      | 5戈比  | 青铜 | 1935年       |
|      | 10戈比 | 白铜 | 1935年       |
|      | 15戈比 | 白铜 | 1935年       |
|      | 20戈比 | 白铜 | 1935年       |

## 1961—1991年盧布
1958年，發行了一套面額不同（最高至5盧布）且帶有新設計的樣幣，但當時政府推遲了對貨幣改革的政策，因而沒有採用。
然而該樣幣的設計被用於1961年發行的貨幣。
1960年5月，蘇聯最高苏维埃批准了部长会议關於將價格比例改變10倍（新盧布兌舊盧布1:10）以及更換1961年1月1日前流通的貨幣的決議。從1961年1月1日起，新鑄的硬幣和紙幣開始流通。1961年的貨幣改革引入了新的硬幣：硬幣套裝新增了兩種面額——50戈比和1盧布。1、2、3和5戈比的硬幣由銅鋅合金（黃銅）鑄造，而10、15、20、50戈比和1盧布則由銅鎳鋅合金鑄造。改變鑄造硬幣的材料影響了其質量，提高了其耐磨性。顏色也有所改變：1、2、3和5戈比的硬幣呈現淺棕色調，而非之前的檸黃色，而較大的硬幣則呈現暖白色，而非之前的深灰色。
硬幣正面圖案略有變動：「СССР」的字樣不再是以圍繞著國徽的方式排列，而是改為橫向排列，字母由棱角分明變為圓潤。背面圖案也有所改變：面額和鑄造年份的標識與以往相同，但被一個略有變動圖案的花環環繞（10、15和20戈比的年份將花環分為兩部分）。1盧布的背面與銅幣面額和50戈比硬幣的類型相同；正面則不同：國徽被圓形邊框和「蘇維埃社會主義共和國聯盟」字樣環繞。50戈比和1盧布的邊緣刻有"50 копеек"和年份、"Один рубль"和年份，但這些硬幣的第一批（在1961年鑄）在邊緣沒有刻字。
1960年至1980年間，保加利亞的小額輔幣（斯托丁卡）在視覺上與蘇聯的戈比相似（1、2、10和20斯托丁卡分別與1、2、10和20戈比相似，5斯托丁卡與3戈比相似），儘管其質量並不相同。
保加利亞的硬幣受到電話亭和汽水自動售賣機的歡迎，可以在地鐵自動售賣機兌換，在商店找零時也經常收到，甚至在銀行包裝中也曾出現過。
保加利亞列弗與蘇聯盧布的匯率維持在1:1，然而，在1991年決定放棄此固定匯率。
同樣在1961年，鑄造了面額為½戈比的樣幣——採用銅合金。在鑄造完樣幣後，人們發現其鑄造成本過高，因此停止使用。
1990年底，決定對硬幣進行廠標註記（會在國徽下方右側標明鑄造該硬幣的造幣廠）。字母「М」表示該硬幣在莫斯科造幣廠鑄造，字母「Л」表示在列寧格勒鑄幣廠鑄造。標記工作始於1991年，但一小部分硬幣（5和10戈比）於1990年底已完成標記。
| 圖片 | 面額   | 材質 | 鑄造起始年份 |
| ---- | ------ | ---- | ------------ |
|      | 1戈比  | 黃銅 | 1961年       |
|      | 2戈比  | 黃銅 | 1961年       |
|      | 3戈比  | 黃銅 | 1961年       |
|      | 5戈比  | 黃銅 | 1961年       |
|      | 10戈比 | 白铜 | 1961年       |
|      | 15戈比 | 白铜 | 1961年       |
|      | 20戈比 | 白铜 | 1961年       |
|      | 50戈比 | 白铜 | 1961年       |
|      | 1盧布  | 白铜 | 1961年       |

## 1991—1992年盧布
1991年進行了又一次貨幣改革。1991年1月22日的法令並未規定發行新硬幣，但同年推出了面額為10、50戈比、1、5和10盧布的新硬幣。10戈比由鍍銅鋼製成，50戈比、1和5盧布則由銅鎳合金製成。10盧布為雙金屬幣，中心為銅鋅合金，外環為銅鎳合金。硬幣上還鑄有鑄造它們的鑄幣廠標記。10戈比僅在莫斯科鑄幣廠鑄造，50戈比和1盧布僅在列寧格勒鑄幣廠鑄造，而5和10盧布則在兩個鑄幣廠鑄造。
1992年初，聖彼得堡鑄幣廠以1991年蘇聯硬幣風格鑄造了一批雙金屬10盧布硬幣。這些硬幣與同年開始發行的、帶有雙頭鷹圖案的單金屬10盧布常規發行硬幣有所不同，屬於錢幣中的珍品。
| 圖片 | 面額   | 材質       | 鑄造起始年份 |
| ---- | ------ | ---------- | ------------ |
|      | 10戈比 | 鍍銅钢     | 1991年       |
|      | 50戈比 | 白铜       | 1991年       |
|      | 1盧布  | 白铜       | 1991年       |
|      | 5盧布  | 白铜       | 1991年       |
|      | 10盧布 | 黃銅、白銅 | 1991年       |

## 紀念幣
蘇聯紀念幣是由蘇聯國家銀行發行的，用於紀念各種週年、歷史事件，以及各種建築、紀念碑、動物等。
非貴金屬鑄造的紀念幣始於1965年，蘇聯發行了第一枚面額為1盧布的週年紀念幣，並用於市面流通，這枚紀念幣是為紀念戰勝法西斯主義20週年而發行的。在接下來的幾年中，發行了面額為1、3和5盧布的紀念幣，以及面額為10、15、20和50戈比的紀念幣。所有這些紀念幣均由銅鎳合金鑄造。除1991年為紀念巴塞隆納奧運會而發行的1盧布系列紀念幣外，所有紀念幣均已發行流通。
| 正面 | 反面 | 面額    | 主題                                               | 年份 |
| ---- | ---- | ------- | -------------------------------------------------- | ---- |
|      |      | 1 盧布  | 戰勝德國20週年                                     | 1965 |
|      |      | 10 戈比 | 十月革命50週年                                     | 1967 |
|      |      | 15 戈比 | 十月革命50週年                                     | 1967 |
|      |      | 20 戈比 | 十月革命50週年                                     | 1967 |
|      |      | 50 戈比 | 十月革命50週年                                     | 1967 |
|      |      | 1 盧布  | 十月革命50週年                                     | 1967 |
|      |      | 1 盧布  | 列寧百歲冥誕紀念                                   | 1970 |
|      |      | 1 盧布  | 伟大卫国战争勝利30週年紀念                         | 1975 |
|      |      | 1 盧布  | 十月革命60週年                                     | 1977 |
|      |      | 1 盧布  | 1980年夏季奥林匹克运动会 （奧林匹克運動會標誌）    | 1977 |
|      |      | 1 盧布  | 1980年奧林匹克運動會 （莫斯科克里姆林宫）          | 1978 |
|      |      | 1 盧布  | 1980年奧林匹克運動會 （莫斯科國立大學主樓）        | 1979 |
|      |      | 1 盧布  | 1980年奧林匹克運動會 （太空征服者紀念碑）          | 1979 |
|      |      | 1 盧布  | 1980年奧林匹克運動會 （莫斯科蘇維埃大樓）          | 1980 |
|      |      | 1 盧布  | 1980年奧林匹克運動會 （奧林匹克聖火）              | 1980 |
|      |      | 1 盧布  | 首位太空人尤里·加加林太空飛行20週年                | 1981 |
|      |      | 1 盧布  | 蘇聯－保加利亞友誼紀念                             | 1981 |
|      |      | 1 盧布  | 蘇聯成立60週年                                     | 1982 |
|      |      | 1 盧布  | 首位女性太空人范倫蒂娜·泰勒斯可娃升空20週年紀念    | 1983 |
|      |      | 1 盧布  | 伊凡·弗奧多羅夫逝世400週年紀念                     | 1983 |
|      |      | 1 盧布  | 卡尔·马克思誕辰165週年紀念                         | 1983 |
|      |      | 1 盧布  | 亚历山大·普希金誕辰185週年紀念                     | 1984 |
|      |      | 1 盧布  | 德米特里·门捷列夫誕辰150週年紀念                   | 1984 |
|      |      | 1 盧布  | 亚历山大·波波夫誕辰125週年紀念                     | 1984 |
|      |      | 1 盧布  | 列寧誕辰115週年紀念                                | 1985 |
|      |      | 1 盧布  | 弗里德里希·恩格斯誕辰165週年紀念                   | 1985 |
|      |      | 1 盧布  | 戰勝德國40週年                                     | 1985 |
|      |      | 1 盧布  | 莫斯科世界青年與學生聯歡節                         | 1985 |
|      |      | 1 盧布  | 米哈伊爾·羅蒙諾索夫誕辰275週年紀念                 | 1986 |
|      |      | 1 盧布  | 国际和平年                                         | 1986 |
|      |      | 1 盧布  | 博羅季諾戰役175週年紀念（淺浮雕）                  | 1987 |
|      |      | 1 盧布  | 博羅季諾戰役175週年紀念（方尖碑）                  | 1987 |
|      |      | 1 盧布  | 康斯坦丁·齊奧爾科夫斯基誕辰130週年紀念             | 1987 |
|      |      | 1 盧布  | 十月革命70週年                                     | 1987 |
|      |      | 3 盧布  | 十月革命70週年                                     | 1987 |
|      |      | 5 盧布  | 十月革命70週年                                     | 1987 |
|      |      | 1 盧布  | 馬克西姆·高爾基誕辰120週年紀念                     | 1988 |
|      |      | 1 盧布  | 列夫·托爾斯泰誕辰160週年紀念                       | 1988 |
|      |      | 5 盧布  | 彼得大帝青銅騎士像紀念碑                           | 1988 |
|      |      | 5 盧布  | 諾夫哥羅德俄罗斯千年纪念碑                         | 1988 |
|      |      | 5 盧布  | 基輔圣索菲亚主教座堂                               | 1988 |
|      |      | 1 盧布  | 莫杰斯特·穆索尔斯基誕辰150週年紀念                 | 1989 |
|      |      | 1 盧布  | 塔拉斯·谢甫琴科誕辰175週年紀念                     | 1989 |
|      |      | 1 盧布  | 米哈伊爾·萊蒙托夫誕辰175週年紀念                   | 1989 |
|      |      | 1 盧布  | 哈姆扎·尼亞茲誕辰100週年紀念                       | 1989 |
|      |      | 1 盧布  | 米哈伊·愛明內斯庫逝世100週年紀念                   | 1989 |
|      |      | 3 盧布  | 援助亞美尼亞地震災民紀念                           | 1989 |
|      |      | 5 盧布  | 聖瓦西里主教座堂                                   | 1989 |
|      |      | 5 盧布  | 雷吉斯坦廣場                                       | 1989 |
|      |      | 5 盧布  | 莫斯科圣母领报主教座堂                             | 1989 |
|      |      | 1 盧布  | 安東·契訶夫誕辰130週年紀念                         | 1990 |
|      |      | 1 盧布  | 彼得·柴可夫斯基誕辰150週年紀念                     | 1990 |
|      |      | 1 盧布  | 蘇聯元帥朱可夫                                     | 1990 |
|      |      | 1 盧布  | 法蘭斯克·斯卡利納(Франци́ск Скори́на)誕辰500週年紀念 | 1990 |
|      |      | 1 盧布  | 瑞尼斯誕辰125週年紀念                              | 1990 |
|      |      | 5 盧布  | 彼得宮城彼得霍夫宮                                 | 1990 |
|      |      | 5 盧布  | 莫斯科圣母安息主教座堂                             | 1990 |
|      |      | 5 盧布  | 梅斯羅普·馬什托茨寫本研究所                        | 1990 |
|      |      | 1 盧布  | 阿里希爾·納沃伊誕辰550週年紀念                     | 1991 |
|      |      | 1 盧布  | 彼得·列別捷夫誕辰125週年紀念                       | 1991 |
|      |      | 1 盧布  | 謝爾蓋·普羅高菲夫誕辰100週年紀念                   | 1991 |
|      |      | 1 盧布  | 馬赫圖姆庫里                                       | 1991 |
|      |      | 1 盧布  | 康斯坦丁·伊萬諾夫誕辰100週年紀念                   | 1991 |
|      |      | 1 盧布  | 尼扎米誕辰850週年紀念                              | 1991 |
|      |      | 1 盧布  | 1992年巴塞隆納奧運 （跑步）                        | 1991 |
|      |      | 1 盧布  | 1992年巴塞隆納奧運 （跳遠田徑）                    | 1991 |
|      |      | 1 盧布  | 1992年巴塞隆納奧運 （角力）                        | 1991 |
|      |      | 1 盧布  | 1992年巴塞隆納奧運 （舉重）                        | 1991 |
|      |      | 1 盧布  | 1992年巴塞隆納奧運 （自行車）                      | 1991 |
|      |      | 1 盧布  | 1992年巴塞隆納奧運 （标枪）                        | 1991 |
|      |      | 3 盧布  | 莫斯科戰役勝利50週年                               | 1991 |
|      |      | 5 盧布  | 莫斯科天使长主教座堂                               | 1991 |
|      |      | 5 盧布  | 莫斯科苏联国家银行大樓                             | 1991 |
|      |      | 5 盧布  | 薩遜的大衛雕像 （位於亞美尼亞）                    | 1991 |

### 瀕危物種紀念幣
1991年，蘇聯進行了貨幣改革。同年發行了兩枚5盧布硬幣，以蘇聯瀕危物種紅色名錄中的動物為主題。硬幣由列寧格勒造幣廠鑄造，採用雙金屬材質。硬幣中心部分由銅鋅合金製成，外環由白銅製成。
| 正面 | 反面 | 面額   | 主題     | 年份 |
| ---- | ---- | ------ | -------- | ---- |
|      |      | 5 盧布 | 毛腿渔鸮 | 1991 |
|      |      | 5 盧布 | 捻角山羊 | 1991 |

### 復刻紀念幣
1975年至1982年間，發行了基於1923年原版切爾文金幣製作的複製品。最初（1975-1976年）鑄造的復刻硬幣邊緣是沒有銘文的，但後來則開始標註鑄幣廠名稱（ММД - 莫斯科鑄幣廠，ЛМД - 列寧格勒鑄幣廠）。
| 正面 | 反面 | 面額     |
| ---- | ---- | -------- |
|      |      | 1 切爾文 |

1988年，發行了先前鑄造的週年紀念幣的複製品。硬幣邊緣刻有「1988 • Н」字樣以和原版區分。
| 再版紀念幣 (1965—1986) | 再版紀念幣 (1965—1986)                          | 再版紀念幣 (1965—1986) |
| 面額                   | 主題                                            | 原版鑄造年分           |
| ---------------------- | ----------------------------------------------- | ---------------------- |
| 1 盧布                 | 戰勝德國20週年                                  | 1965                   |
| 1 盧布                 | 十月革命50週年                                  | 1967                   |
| 1 盧布                 | 偉大衛國戰爭勝利30週年紀念                      | 1975                   |
| 1 盧布                 | 十月革命60週年                                  | 1977                   |
| 1 盧布                 | 尤里·加加林太空飛行20週年                       | 1981                   |
| 1 盧布                 | 蘇聯－保加利亞友誼紀念                          | 1981                   |
| 1 盧布                 | 蘇聯成立60週年                                  | 1982                   |
| 1 盧布                 | 首位女性太空人范倫蒂娜·泰勒斯可娃升空20週年紀念 | 1983                   |
| 1 盧布                 | 伊凡·弗奧多羅夫逝世400週年紀念                  | 1983                   |
| 1 盧布                 | 卡爾·馬克思誕辰165週年紀念                      | 1983                   |
| 1 盧布                 | 亞歷山大·普希金誕辰185週年紀念                  | 1984                   |
| 1 盧布                 | 德米特里·門捷列夫誕辰150週年紀念                | 1984                   |
| 1 盧布                 | 亞歷山大·波波夫誕辰125週年紀念                  | 1984                   |
| 1 盧布                 | 列寧誕辰115週年紀念                             | 1985                   |
| 1 盧布                 | 弗里德里希·恩格斯誕辰165週年紀念                | 1985                   |
| 1 盧布                 | 戰勝德國40週年                                  | 1985                   |
| 1 盧布                 | 莫斯科世界青年與學生聯歡節                      | 1985                   |
| 1 盧布                 | 米哈伊爾·羅蒙諾索夫誕辰275週年紀念              | 1986                   |
| 1 盧布                 | 國際和平年                                      | 1986                   |